# Усманская волость
Усманская волость — историческая административно-территориальная единица Воронежского уезда Воронежской губернии с центром в селе Усмань.
По состоянию на 1885 год состояла из 15 поселений, 12 сельских общин. Население — 16 932 лица (7647 мужского пола и 8285 — женской), 2008 дворовых хозяйств.
| Площадь, десятин       | В том числе пахотной, дес. |       |
| ---------------------- | -------------------------- | ----- |
| Сельских общин         | 31414                      | 25275 |
| Частной собственности  | 4657                       | 3122  |
| Казенной собственности | 16                         | —     |
| Другой собственности   | 238                        | 192   |
| В общем                | 35325                      | 28589 |

Поселения волости на 1880 год:
- Усмань (Большая Усмань, Усмань Собакина) — бывшее государственное село на реке Усмань в 13 верст от уездного города, 7409 человек, 897 дворов, 2 православные церкви, 2 школы, 7 лавок, 2 паточных и 9 крохмальных завода, 63 ветряные мельницы. В 2 верстах — винокуренный завод, паровая мельница.
- Крилово (Риканские выселки) — бывший государственный хутор при реке Тамлик, 628 человек, 76 дворов, православная церковь, лавка.
- Рогачевка — бывшее государственное село при реке Тамлик, 2905 человек, 356 дворов, православная церковь, школа, 5 лавок, 5 постоялых дворов, 35 ветряных мельниц.
- Рикань (Малая Усмань) — бывшее государственное село при реке Усмань, 1886 человек, 280 дворов, православная церковь, 6 лавок, 21 ветряная мельница.
- Усманские выселки (Верхи) — бывшие государственные выселки при реке Тамлик, 932 лица, 123 двора, 13 ветряных мельниц.
- Ушаково (Риканские выселки) — бывшее государственное село при реке Тамлик, 571 лицо, 69 дворов, 13 ветряных мельниц.

По данным 1900 году в волости насчитывалось 40 населенных пунктов, 96 зданий и учреждений, 2160 дворовых хозяйств, население составляло 14 258 человек (7073 мужского пола и 7185 — женского).
В 1915 году волостным урядником был Иван Герасимов, старшиной был Павел Николаевич Алметьев, волостным писарем — Павел Иванович Целовальников.